# Black Sabbath (альбом)
Black Sabbath — дебютный студийный альбом британской рок-группы Black Sabbath, выпущенный в Великобритании 13 февраля 1970 года на лейбле Vertigo Records и 1 июня того же года в США на Warner Bros. Records. Black Sabbath считается первым хеви-метал-альбомом, а открывающую его одноимённую песню называют первой песней в стиле дум-метал. Из альбома был выпущен сингл «Evil Woman» (с «Wicked World» на обороте).
После выхода альбом получил в целом негативные отзывы критиков, но имел коммерческий успех, достигнув 8-го места в UK Albums Chart и 23-го места в чарте Billboard 200. В дальнейшем альбом был переоценён как один из величайших и наиболее влиятельных хэви-метал-альбомов всех времён. Black Sabbath включён в музыкальный альманах Роберта Димери 2005 года 1001 Albums You Must Hear Before You Die.

## Запись
По словам гитариста и основателя Black Sabbath Тони Айомми, дебютный альбом группы был записан за одну 12-часовую сессию 16 октября 1969 года. Айомми сказал: «Мы просто пришли в студию и сделали это за один день, отыграли наш концертный сет и всё. На самом деле мы думали, что целый день — это довольно долго, а на следующий день отправились играть за 20 фунтов в Швейцарии». Кроме колоколов, грома и эффектов дождя, добавленных в начало первого трека, и гитарных соло, записанных дабл-треком в песнях «N.I.B.» и «Sleeping Village», в альбоме практически не использовался овердаббинг. Айомми вспоминает, как проходила запись: «Мы подумали: „У нас есть два дня, и один из них — на сведение“. Поэтому мы играли вживую. Оззи пел в то же время, мы просто посадили его в отдельную кабину и поехали. У нас никогда не было второго прогона большей части материала».
Ключом к новому звучанию группы в альбоме стал характерный стиль игры Айомми, который он выработал после несчастного случая на сталелитейном заводе, в результате которого он лишился кончиков среднего и безымянного пальцев правой руки. Он расплавил бутылку из-под моющего средства «Fairy Liquid», сделал что-то вроде напёрстков и настроил струны на своей гитаре так, чтобы ему было легче играть, создавая массивный, тяжёлый звук. Айомми начал записывать альбом на белом Fender Stratocaster, который в то время был его любимой гитарой, но из-за неисправного звукоснимателя он стал использовать Gibson SG. Её он недавно купил в качестве запасной, но «никогда по-настоящему не играл». SG была праворукой моделью, на которой левша Айомми играл вверх ногами. Вскоре после записи альбома он встретил гитариста-правшу, который играл на леворукой SG вверх ногами, и они договорились поменяться гитарами; именно эту SG Айомми модифицировал и позже подарил Hard Rock Cafe.

## Жанр
В момент выхода альбома журналист The Boston Globe назвал музыку Black Sabbath «тяжёлым блюз-роком». В ретроспективе, Стив Хьюи из AllMusic считает, что Black Sabbath ознаменовал «рождение хэви-метала в том виде, в котором мы его знаем сейчас». По его мнению, альбом «преодолевает свои явные корни в блюз-роке и психоделии, чтобы стать чем-то большим». Он объясняет его «звуковое уродство» отражением «мрачного индустриального кошмара» родного города группы, Бирмингема. Хьюи отмечает, что первая сторона альбома содержит аллюзии на темы, характерные для хэви-метала, в том числе зло, язычество и оккультизм, «пропущенные через фильмы ужасов и труды Дж. Р. Р. Толкиена, Г. Ф. Лавкрафта и Денниса Уитли». Вторую сторону Хьюи характеризует как «свободные блюз-роковые джемы, почерпнутым через английскую рок-группу Cream».
По мнению автора и бывшего редактора журнала Metal Maniacs Джеффа Вагнера, Black Sabbath — это «общепризнанная точка отсчёта, когда хэви-метал стал отличаться от рок-н-ролла». По его мнению, альбом представляет собой переход от блюз-рока к «чему-то более уродливому», и это звучание «обрело более глубокую серьёзность благодаря траурному пению и зловещему ритмическому пульсу». По мнению Rolling Stone, «альбом, который, возможно, изобрёл хэви-метал, был построен на громоподобном блюз-роке». Майк Станьо из Sputnikmusic отмечает, что сочетание элементов рока, джаза и блюза в сочетании с тяжёлым дисторшном создало один из самых влиятельных альбомов в истории хэви-метала. В ретроспективе Black Sabbath называют первым хэви-метал-альбомом, а также первым альбомом в жанре стоунер-рок.

## История

### Издания
Оригинальный виниловый диск, ныне являющийся раритетом, был выпущен с раскрывающейся обложкой. На развороте её был изображён перевёрнутый крест с коротким стихотворением внутри:
А дождь всё льёт и льёт. Завесы тьмы окутывают почерневшие деревья, и они, искорёженные какой-то невидимой силою, роняют усталые листья и клонят ветви к усыпанной птичьими крыльями серой земле. Пред жестикулирующей смертью маки в траве истекают кровью, а намертво захваченные капканами юные крольчата бездвижно застыли, будто охраняя окружающее безмолвие, которое грозит поглотить всех тех, кто в него вслушается. Уставшие от непрестанного ужаса вчерашнего дня немые птицы сбиваются в стаи в самых тёмных уголках, отворачивая головы от мёртвого чёрного лебедя, что плывет кверху брюхом в лощине по глади маленького пруда. От пруда этого исходит легкий сладострастный туман, прокладывающий себе путь наверх, чтобы ласкать ноги безголовой статуи мученика, единственное достижение которого состояло в том, что он умер слишком рано, так и не дождавшись отпущения грехов. Поток тьмы проявляется во всем своем величии, и начинается длинная чёрная ночь, а юная дева у озера всё ждёт и ждёт. Не видя, она мнит себя невидимой и украдкой улыбается дальнему колокольному звону и дождю, что всё льёт и льёт….
Оригинальная европейская версия альбома содержит композицию «Evil Woman» с одноимённого сингла, который был выпущен ещё до выхода альбома; он открывает его вторую сторону. На американской версии диска первый трек стороны Б — композиция «Wicked World» (которая, в свою очередь, была стороной Б на сингле «Evil Woman»).
Американская версия альбома включает в себя больше композиций, чем оригинальный диск. Считается, что эти дополнительные композиции появились выделением проигрышей из основного материала:
- «Wasp» — интро из «Behind the Wall of Sleep»
- «Bassically» — соло бас-гитары, открывающее «N.I.B.».
- «A Bit of Finger» — акустическое вступление к «Sleeping Village».

В некоторых американских изданиях композиции «Wasp», «Behind the Wall of Sleep», «Bassically» объединены в один трек с названием «Sleeping Village», «N.I.B.» «A Bit of Finger» и «Warning» так же объединены в один трек, в то время как европейское издание разделяет все эти треки.
Большинство североамериканских изданий альбома неправильно указывают продолжительность «Wicked World» в 4:30, и попурри Warning в 14:32.

## Список композиций
| Европейское издание (Vertigo) Сторона 1: 1. «Black Sabbath» — 6:16 2. «The Wizard» — 4:24 3. «Behind the Wall of Sleep» — 3:38 4. «N.I.B.» — 6:06 Сторона 2: 1. «Evil Woman» — 3:25 2. «Sleeping Village» — 3:46 3. «Warning» — 10:32 переизданная в 1996 году редакция 1. «Wicked World» — 4:47 Американское издание (Warner Brothers Music) Сторона 1: 1. Black Sabbath — 6:20 2. «The Wizard» — 4:22 3. «Wasp/Behind the Wall of Sleep/Bassically/N.I.B.» — 9:44 Сторона 2: 1. «Wicked World» — 4:47 2. «A Bit of Finger/Sleeping Village/Warning» — 14:15 издание 2004 года 1. «Evil Woman» — 3:25 Deluxe-издание 2016 года Диск 1 1. «Black Sabbath» 2. «The Wizard» 3. «Wasp/Behind The Wall Of Sleep/Bassically/N.I.B.» 4. «Wicked World» 5. «A Bit Of Finger/Sleeping Village/Warning» Диск 2 1. «Evil Woman (Don’t Play Your Games With Me)» 2. «Black Sabbath» — (репетиционная запись)* 3. «Black Sabbath» — (инструментальная версия)* 4. «The Wizard» — (репетиционная запись)* 5. «N.I.B.» — (альтернативная версия)* 6. «Evil Woman (Don’t Play Your Games With Me)» — (альтернативная версия)* 7. «Sleeping Village» (вступление) — (альтернативная версия)* 8. «Warning» (Часть 1) — (репетиционная запись)* '*' — ранее не издававшиеся в США варианты | Ограниченное издание 2009 года Диск 1 1. Black Sabbath — 6:16 2. «The Wizard» — 4:24 3. «Behind the Wall of Sleep» — 3:38 4. «N.I.B.» — 6:06 5. «Evil Woman» — 3:25 6. «Sleeping Village» — 3:46 7. «Warning» — 10:32 Диск 2 1. «Wicked World» — 4:47 2. Black Sabbath (репетиционный вариант) — 6:22 3. Black Sabbath (инструментальная версия) — 6:13 4. «The Wizard» (репетиционный вариант) — 4:46 5. «Behind the Wall of Sleep» (репетиционный вариант) — 3:41 6. «N.I.B.» (инструментальная версия) — 6:08 7. «Evil Woman» (альтернативная версия) — 3:47 8. «Sleeping Village» (альтернативная версия вступления) — 3:45 9. «Warning Part 1» (репетиционный вариант) — 6:58 |

### Комментарии к песням
- «Evil Woman» — кавер; оригинальная композиция исполнялась группой Crow.
- «Warning» — кавер; оригинальная композиция исполнялась Ansley Dunbar’s Retaliation.

## Интересные факты
- В список лучших каверов по версии журнала Metal Hammer попало три песни из альбома: «Evil Woman» — как кавер Crow, исполненный группой, на 9-е место, «The Wizard» в исполнении Black Label Society на 8-е и «Behind the Wall of Sleep» (Static-X) — на 54-е[24].

## Участники записи
- Тони Айомми — гитара
- Оззи Осборн — вокал, гармоника («The Wizard») На оригинальной версии диска писался как Ossie Osbourne
- Гизер Батлер — бас-гитара
- Билл Уорд — ударные

Технический персонал
- Том Аллом — звукоинженер
- Барри Шеффилд — звукоинженер
- Роджер Бэйн — продюсер
- Keef — графика, фото